# 赵晓燕
赵晓燕（1969年6月—），黑龙江林甸人，汉族，无党派人士。中华人民共和国政治人物、第十三届全国人民代表大会北京地区代表。
2018年2月24日，当选为第十三届全国人大代表。